# Sliteria
Sliteria es un género de foraminífero bentónico de la subfamilia Gyroidinoidinae, de la familia Gavelinellidae, de la superfamilia Chilostomelloidea, del suborden Rotaliina y del orden Rotaliida. Su especie tipo es Sliteria varsoviensis. Su rango cronoestratigráfico abarca el Campaniense medio y superior (Cretácico superior).

## Clasificación
Sliteria incluye a las siguientes especies:
- Sliteria martini †
- Sliteria varsoviensis †